# Christine Tackenberg
Christine Tackenberg (* 17. März 1949) ist eine ehemalige deutsche Sprinterin.
Bei den Halleneuropameisterschaften gewann sie zweimal eine Staffelmedaille mit der bundesdeutschen Mannschaft: 1971 in Sofia Silber in der 4-mal-200-Meter-Staffel und 1972 in Grenoble Gold in der 4-mal-180-Meter-Staffel.
Bei den Deutschen Hallenmeisterschaften wurde sie 1971 Dritte und 1972 Zweite über 200 Meter.
Christine Tackenberg startete bis 1971 für den 1. FC Nürnberg, danach für die LG Erlangen.

## Persönliche Bestzeiten
- 100 m: 11,57 s, 27. Juli 1974, Hannover
- 200 m: 23,97 s, 10. Juli 1971, Stuttgart (handgestoppt: 23,6 s, 9. Juni 1974, Bukarest)

| Personendaten    | Personendaten         |
| ---------------- | --------------------- |
| NAME             | Tackenberg, Christine |
| KURZBESCHREIBUNG | deutsche Sprinterin   |
| GEBURTSDATUM     | 17. März 1949         |